# Jbel Zerhoun
Der Jbel Zerhoun bei der Stadt Moulay Idris ist mit seinen etwa 15 km Länge und maximal 1118 m Höhe ein eher kleines, aber wegen der Grabmoschee des marokkanischen Staatsgründers Idris I. auf einem 550 m hohen Nebengipfel landesweit bekanntes Bergmassiv. Geologisch gesehen bildet es ein südliches Anhängsel des Rif-Gebirges und ist reich an Kaolin- und Feldspatvorkommen.

## Flora
Die Tallagen des Zerhoun-Massivs werden landwirtschaftlich intensiv genutzt; es gibt eine Vielzahl von Olivenbaumplantagen, aber auch Getreide wird angebaut. Die höheren Hanglagen sind mit Stein- und Korkeichen sowie anderen Sträuchern bewachsen.

## Tourismus
Wegen der Grabmoschee des von vielen Marokkanern als ‚heilig‘ verehrten Staatsgründers spielt der Pilgertourismus eine große Rolle im Wirtschaftsleben der Region. Hinzu kommen viele ausländische Touristen, die vom nahegelegenen Volubilis aus einen kurzen Abstecher machen.